# Гарри Озборн (Новый Человек-паук)
Га́рольд «Га́рри» О́зборн (англ. Harold "Harry" Osborn) — персонаж дилогии «Новый Человек-паук» режиссёра Марка Уэбба, основанный на одноимённом антигерое американских комиксов издательства Marvel Comics, созданном Стэном Ли и Стивом Дитко. Роль Озборна исполнил Дэйн Дехаан.
Гарри представлен как сын Нормана Озборна — генерального директора корпорации «Озкорп». Будучи ребёнком, он был близким другом Питера Паркера, до тех пор, пока Норман не отправил своего сына учиться заграницу. Когда Озборн-старший оказывается на грани смерти, Гарри возвращается в Нью-Йорк, чтобы принять наследство отца. Став новым главой «Озкорпа», Гарри пытается найти лекарство от смертельной болезни, передающейся генетическим путём в роду Озборнов. Для этого он просит Питера помочь ему связаться с супергероем Человеком-пауком, кровь которого, по мнению Гарри, поможет ему избежать неминуемой смерти. Получив отказ, Гарри начинает ненавидеть Человека-паука и, став жертвой заговора совета директоров «Озкорпа», заключает союз с Максом Диллоном, также преданным Пауком и корпорацией. В дальнейшем Гарри похищает оборудование «Озкорпа» и приобретает сверхчеловеческие возможности благодаря яду генетически модифицированного паука, превратившись в чудовище по прозвищу Зелёный гоблин (англ. Green Goblin).
Дехаан получил смешанные, преимущественно положительные отзывы критиков и фанатов Marvel за исполнение роли Гарри Озборна.

## Создание образа

### Первое появление персонажа
Гарри Озборн был создан сценаристом Стэном Ли и художником Стивом Дитко, дебютировав в комиксе The Amazing Spider-Man #31 (Декабрь, 1965).
В The Amazing Spider-Man #122 (Июль, 1973) погиб отец Гарри, Норман, в результате чего возникла побочная сюжетная линия, которая привела к тому, что Гарри унаследовал альтер эго своего отца как Зелёного гоблина. Кульминацией этой арки стал выпуск #136 (Сентябрь, 1974). Сценарист Джерри Конвей рассказал, что идея сделать Гарри новым Зелёным гоблином отчасти возникла из-за желания справиться с последствиями психоделических препаратов, которые Гарри начал принимать в The Amazing Spider-Man #96 (Май, 1971). По признанию Конвея он сам имел опыт с такими веществами: «в случае злоупотребления психоделическими препаратами, галлюциногенами, есть вероятность появления галлюцинаций, находящихся вне вашего контроля или воли. Я мог бы представить, как Гарри пострадал от чего-то подобного, находясь в хрупком эмоциональном состоянии после смерти своего отца и в результате потерял связь с реальностью. Кроме того, у меня никогда не было намерения навсегда избавиться от Зелёного Гоблина как концепции, так что все нити сплелись воедино».
Гарри умер в The Spectacular Spider-Man #200 (Май, 1993). Художник Сэл Бушема заявил, что рисование последних двух страниц этого выпуска было для него глубоко эмоциональным опытом из-за того, как долго он рисовал персонажа, и счёл уместным, что сценарист Дж. М. ДеМаттеис решил не добавлять диалоги на эти страницы.
Несколько лет спустя сценаристы Человека-паука планировали раскрыть, что таинственным злодеем Ганутом был выживший Гарри Озборн, который организовал Сагу о клонах, однако редакция не позволила ему осуществить этот замысел. Тем не менее, Гарри воскрес в The Amazing Spider-Man #545 (декабрь 2007 г.).

### Кастинг и исполнение
На роль Гарри Озборна в фильме «Новый Человек-паук: Высокое напряжение» 2014 года претендовали: Брэди Корбет, Олден Эренрайк и Дэйн Дехаан. 3 декабря 2012 года режиссёр Марк Уэбб раскрыл в своём твиттер-аккаунте, что Озборна-младшего сыграет последний. Процесс съёмок Дехаана занял 6 месяцев. Ранее персонаж был сыгран Джеймсом Франко и выступал одним из главных героев трилогии Сэма Рэйми. По словам Дехаана, он не общался с Франко относительно данной роли.
Зелёный гоблин, альтер эго Гарри в комиксах, появился на официальном постере 2013 года, однако Дехаан первое время не подтверждал превращение Озборна в суперзлодея в течение фильма.
По словам актёра, для подготовки к роли Гарри Озборна ему пришлось набрать мышечную массу в течение 8 месяцев интенсивных тренировок на протяжении 6 дней в неделю, а также придерживаться строжайшей диете питания, состоящей из овощей и белков. Перевоплощаясь в Зелёного гоблина, Дехаан носил 50-килограмовый костюм, нагревавшийся до температуры в 110 градусов по фаренгейту. Художники по костюмам стремились сохранить элементы одежды суперзлодея из оригинальных комиксов, однако, в то же время, сделать его более современным и органично вписывающимся в реалии фильма. В качестве Гоблина, Дехаан носил зелёно-камуфляжный грим, в то время как его торчащие волосы стояли прямо, а зубы изображались как гниющие.
Первоначально персонаж должен был играть значимую роль в дальнейших фильмах Sony, в частности стать частью спин-оффа о «Зловещей шестёрки», однако, из-за перезапуска 2017 года в рамках Кинематографической вселенной Marvel все планы студии на Гарри Озборна в исполнении Дехаана были отменены.

### Анализ личности
Чтобы лучше понять своего персонажа Дехаан обратился к комиксам с его участием, после чего переосмыслил образ Озборна-младшего: «Для меня он больше не был парнем, который ежедневно носил костюмы и зачёсывал назад волосы. Он принадлежал к числу тех парней, что носят очень модную стрижку и живут в Уильямсберге. Мне кажется, что представитель такого типа людей мог бы вписаться в сегодняшнее современное общество Нью-Йорка». Актёр охарактеризовал Гарри как «малыша-хипстера».
Дехаан отметил, что одной из главных тем картины «Новый Человек-паук: Высокое напряжение» является динамика взаимоотношений между Гарри Озборном и Питером Паркером: «Есть вещи, которые Гарри, по его мнению, должен Питеру, и вещи, которые ему нужны от Питера, вещи, нужные ему от Человека-паука, а также ответственность перед „Озкорпом“. Это очень сложная сюжетная линия».

## Биография вымышленного персонажа

### Ранняя жизнь
Гарри родился в семье известного бизнесмена и промышленника Нормана Озборна, главы корпорации «Озкорп», однако, из-за занятости и тяжёлого характера своего отца, он был обделён родительской любовью. Также Гарри был близким другом Питера Паркера и был рядом с ним, когда умерли его родители. Когда Гарри было 11 лет, Норман отправил его в школу-интернат, продолжая пренебрегать общением с сыном на расстоянии. В какой-то момент Гарри начал испытывать симптомы неизлечимой болезни, поразившей организм его отца.

### Возвращение в Нью-Йорк и мутация
В 2014 году, 20-летний Гарри вернулся домой незадолго перед смертью Нормана. Находясь на смертном одре, Озборн-старший передал сыну устройство, содержащее информацию о его последних экспериментах и передовых технологиях «Озкорпа». Со смертью Нормана, Гарри вступил в должность генерального директора «Озкорпа», после чего провёл собрание совета директоров и назначил своей правой рукой Фелицию Харди. В дальнейшем он воссоединился со своим другом детства Питером Паркером. Узнав, что кровь Человека-паука, который получил свои способности от одного из ныне уничтоженных пауков, созданных «Озкорпом», сможет вылечить его, Гарри обратился за помощью к Питеру, зная, что тот фотографировал героя для Daily Bugle, и попросил его назначить встречу с супергероем. Некоторое время спустя, Человек-паук появился в доме Гарри, но отказался дать ему свою кровь, боясь, что та усугубит и без того нестабильное состояние Озборна.
Возненавидев Человека-паука, Гарри потерял надежду на спасение, однако Фелиция рассказала ему о сохранении яда уничтоженных пауков. В попытке определить местоположение яда, Гарри наткнулся на информацию о Максе Диллоне, работника «Озкорпа», получившего суперспособности управлять электричеством в результате несчастного случая. Один из членов совета директоров Дональд Менкен подставил Гарри, чтобы спасти свою репутацию, и уволил его благодаря махинациям внутри корпорации. Гарри разыскал Диллона, которого держали в лечебнице Рейвкрофте, и освободил его.
Вместе с Диллоном Гарри вернулся в «Озкорп» и захватил Менкена в заложники, в то время как Диллон отправился сеять хаос в городе. Менкен отвёл Гарри в секретную зону и был вынужден ввести Озборну яд паука. Яд оказал сильное воздействие на Гарри, по-видимому, ускорив болезнь, а не вылечив её. Мучаясь от боли, он подполз к прототипу экзоскелета «Озкорп» и глайдеру, которые стабилизировали его состояние, исцелив полученные повреждения. В удалённой сцене Гарри разнёс вестибюль главного офиса и убил Менкена, сбросив его с большой высоты. Затем Гарри полетел на глайдере к электростанции, прибыв вскоре после поражения Электро, однако паучий яд затуманил его разум. Заметив Гвен Стейси рядом с Человеком-пауком, он быстро понял, что Человек-паук — это Питер Паркер. В ярости, Гарри решил отнять «надежду» Питера, а именно Гвен, которую он сбросил с часовой башни. Из-за развернувшегося сражения с Зелёным гоблином, Человек-паук не смог спасти свою девушку. В удалённой сцене, после смерти Гвен, Озборн спровоцировал Паркера на драку и тот избил его до полусмерти. Гарри потерпел поражение и был доставлен в Рейвенкрофт, однако смерть Гвен заставила Питера отказаться от своего альтер эго Человека-паука.
Спустя несколько месяцев Гарри посетил Густав Фирс, который сообщил ему, что нашёл несколько подходящих кандидатов для их общего проекта. Гарри попросил его отправиться в секретную зону, чтобы собрать оружие и снаряжение для выбранных кандидатов. Первым был Алексей Сицевич, которому предоставили механизированный костюм носорога. Вскоре после этого Питер Паркер вернулся к роли Человека-паука, чтобы сразиться с «Носорогом».

## В других медиа
В игре The Amazing Spider-Man 2 (2014) Гарри Озборна / Зелёного гоблина озвучил Кевин Дорман. Как и в фильме, Гарри становится генеральным директором «Озкорпа» после того, как его отец умирает от неизлечимой болезни, а позже обнаруживает, что он медленно умирает от той же болезни, отчаянно нуждаясь в лекарстве. Ко всему прочему, Гарри заключает союз с Уилсоном Фиском в рамках финансирования группы по расследованию преступлений, призванной помочь полиции бороться с преступностью, не подозревая, что Фиск планирует использовать её, чтобы заменить Человека-паука и, в конечном итоге, захватить «Озкорп» после смерти Гарри. Обнаружив, что кровь Человека-паука может спасти его, Гарри просит его о помощи, но Человек-паук отказывается, боясь побочных эффектов, в результате чего Гарри начинает презирать его. Позже Гарри делает себе инъекцию яда паука Ричарда Паркера с целью избавления от болезни, однако процедура уродует его тело и сводит с ума. Взяв прозвище Зелёный гоблин, он нападает на Человека-паука, но терпит поражение и попадает в тюрьму. В мобильной версии игры Гоблин — суперзлодей, работающий на «Озкорп», который дважды нападает на Человека-паука, пытаясь добыть его кровь для экспериментов «Озкорпа».

## Критика
Гай Лодж из Variety высоко оценил «непристойную, слегка вульгарную игру ДеХаана в роли Гарри Осборна, также известного как маньяк-налётчик Зелёный Гоблин, являющегося главной причиной для ожидания уже запланированного „Нового Человека-паука 3“». Эмма Дибдин из Total Film разделила это мнение, утверждая, что «когда Дехаан находится на экране, невозможно смотреть куда-либо ещё». В своём обзоре для Digital Spy Саймон Рейнольдс отметил, что «ДеХаан смотрется куда лучше [чем Джейми Фокс, сыгравший Макса Диллона], играя более нервного и сложного Гарри Озборна, в отличие от скользкого плейбоя в исполнении его предшественника Джеймса Франко». Лесли Фелперин назвала Дехаана «хорошо подобранным актёром» из-за его «андрогинной внешности и пронзительного взгляда».
Collider поместил Гарри на 9-е место в списке «величайших злодеев фильмов о Человеке-пауке» в 2020 году.